# Ehlers-Danlosov sindrom
Ehlers-Danlosovi sindromi so skupina genetskih bolezni vezivnega tkiva. Simptomi vključujejo ohlapne hipermobilne sklepe, bolečine v sklepih in mišicah, hiperelastično 'žametno' kožo ter abnormalno brazgotinjenje.
Ti simptomi so lahko opaženi že ob rojstvu ali pa v zgodnjem otroštvu. Zapleti z Ehlers-Danlosom so lahko dissekcija aorte, izpahi sklepov, skolioza, kronične bolečine, ali zgodnji pojav osteoartritisa.
Ehlers-Danlos nastane zaradi spremembe v enemu od 19 različnih genov, prisotne že ob rojstvu. Gen, ki je prizadet, določi tip Ehlers-Danlosa. Trenutno je znanih 13 oziroma 14 tipov, s tem, da je 14. relativno novo odkrit in neraziskan. Nekateri spremembe genov nastanejo spontano v zgodnjem razvoju, nekatere so pa podedovane na dominanten ali recesiven način. Tipične posledice teh sprememb genov, so nepravilnosti v strukturi in obdelavi beljakovine kolagena. Diagnoza je največkrat postavljena glede na simptome, potrdi se pa z genetskim testiranjem ali biopsijo kože. Ljudem se običajno sprva postavi napačno diagnozo, navadno so to hipohondrija, depresija ali sindrom kronične utrujenosti.
Zdravila za Ehlers-Danlosov sindrom zaenkrat še ni. Zdravljenje je podporne narave. Fizioterapija in uporaba opornic lahko pomagata pri simptomih s sklepi. Pričakovana življenjska doba pri večini tipov bolezni je normalna, pri tipih, ki pa vplivajo na ožilje je pa življenjska doba skrajšana.
Hipermobilni tip Ehlers-Danlosa (hEDS), zadeva vsaj enega na 5,000 ljudi (globalno), medtem ko se ostali tipi pojavljajo redkeje. Prognoza je odvisna od tipa sindroma. Sindromi so poimenovani po dveh zdravnikih, Edvardu Ehlersu in Henriju-Alexandru Danlosu. Zdravnika sta sindrom prvič opisala na prelomu 20 stoletja.

## Simptomi
Ta skupina bolezni prizadene vezivno tkivo, s simptomi običajno prisotnimi v sklepih, koži in srčno-žilnem sistemu. Vsi tipi sindroma imajo različne simptome, skupna jim je določena stopnja hipermobilnosti.

### Mišično-skeletni simptomi
Mišično-skeletni simptomi Ehlers-Danlosa vkjlučujejo hipermobilne, nestabilne sklepe, ki so nagnjeni k izpahom, subluksacijam ter zvinom. Te poškodbe lahko vodijo v razvoj osteoartritisa, degenerativne bolezni sklepov ter razne deformacije prstov. Deformacije hrbtenice (na primer skolioza in kifoza) so lahko prisotne. Večina bolnikov z Ehlers-Danlosom trpi zaradi bolečin v sklepih (artralgije) in bolečin v mišicah (mialgije). Te bolečine so lahko zelo hude in v kombinaciji z ostalimi simptomi povzročajo invalidnost. Pri dojenčkih lahko pride do težav, navadno težje shodijo.

### Koža
Šibko vezivno tkivo ima posledice tudi na koži. To se lahko kaže s elastičnostjo in/ali z 'žametnostjo' (koža je zelo mehka). Pri vseh tipih lahko opazimo povečano krhkost kože, stopnja krhkosti je pa različna pri vsakem podtipu bolezni. Koža se lahko hitro trga, nagnjena je k hitrem nastanku modric, rane se počasi celijo ter ko se zacelijo, lahko brazgotine izgledajo kot cigaretni papir. Pogost je tudi nastanek strij, brez očitnega razloga. Pri nekaterih podtipih se lahko pojavi odvečna koža, še posebej na vekah.
Ostale manifestacije na koži lahko vključujejo muloskoidne psevdotumorje; posebej na komolcih ter kolenah, livedo retikularis, piezogenične papule, so pa manj pogostejši. Pri vaskularnem tipu je koža lahko tanka in prosojna. Pri dermatosporaktičnem tipu je koža ekstremno krhka in ohlapna.

### Srčno-žilni sistem
- Počena arterija[11]
- Prolaps mitralne zaklopke, endokarditis
- Razširjena in/ali počena aorta (anevrizem)
- Srčno-žilna avtonomna disfunkcija[12], na primer sindrom posturalne ortostatske tahikardije[13]
- Raynaudov sindrom
- Varikozne vene
- Šum na srcu
- Aritmije

### Ostale manifestacije
- Hiatusna hernija[14]
- Gastroezofagalna refluksna bolezen[15]
- Gastropareza (delna ali popolna paraliza želodca in črevesja)[16]
- Disavtonomija[17]
- Gorlinov znak (dotik nosa z jezikom)[18]
- Analni prolaps[14]
- Pes planus (ploska noga)
- Spontan kolaps pljuč[19]
- Motnje živčevja (sindrom karpalnega kanala, nevropatija)
- Miopatija[20]
- Odpornost na lokalne anestetike[21]
- Arnold-Chiari malformacija[22]
- Motnje mastocitov (sindrom aktivacije mastocitov, mastocitoza)[23]
- Komplikacije med nosečnostjo (povečana bolečina, maternično trganje[24], prezgoden odtok vode[25])
- Izguba sluha (samo nekateri podtipi)[26]
- Kratkovidnost, daljnovidnost, astigmatizem, trganje mrežnice, odstop mrežnice, keratokonus, modra beločnica, suhe oči, Sjorgenov sindrom, subluksacija očesne leče, strabizem, brazgotinjenje na roženici, počena roženica, siva mrena, degeneracija makule[27]
- Kraniocervikalna in atlantoaksialna nestabilnost, katera lahko povzročata pogrezanje lobanje na hrbtenjačo, kar vodi v slab pretok likvorja in težave povezane z disavtonomijo ter avtonomnim živčevjem[28]
- Osteroporoza in osteopenija sta povezana s Ehlers-Danlosom in simptomatsko hipermobilnostjo[29][30]

## Vzroki
Vsak tip Ehlers-Danlosovega sindroma, razen hipermobilnega tipa (kateri je tudi najpogostejši tip) lahko povežemo s specifično gensko mutacijo.
Mutacije v teh genih povzročajo EDS:
- klasični tip (cEDS) - COL5A1, COL5A2, redkeje COL1A1
- klasičnemu-podobni tip (clEDS) - TNXB
- kardio-valvularni tip (cvEDS) - COL1A2
- vaskularni tip (vEDS) - COL3A1, redkeje COL1A1
- artrokalazični tip (aEDS) - COL1A1, COL1A2
- dermatosparaktični tip (dEDS) - ADAMTS2
- kifoskoliotični tip (kEDS) - PLOD1, FKBP14
- sindrom krhke roženice (BCS) - ZNF496, PRDM5
- spondilodisplastični tip (spEDS) - B4GALT7, B3GALT6, SLC39A13
- mišično-kontrakturalni tip (mcEDS) - CHST14, DSE
- miopatični tip (mEDS) - COL12A1
- periodontalni tip (pEDS) - C1R

Spremembe v teh genih najpogosteje prizadenejo strukturo, nastanek in procesiranje kolagena ali proteinov, ki vplivajo na kolagen. Kolagen daje vezivnemu tkivu strukturo in oporo. Motnja v kolagenu lahko slabi vezivno tkivo in s tem povzroča Ehlers-Danlosov sindrom ali sorodne motnje.
Večina tipov Ehlers-Danlosa je podedovana na avtosomno dominanten način, kar pomeni samo eden izmed dveh kopij gena mora biti spremenjen, da povzroča sindrom. Nekaj tipov pa se podeduje na avtosomno recesiven način, kar pomeni da morata biti spremenjeni obe kopiji gena. Lahko se tudi zgodi, da je mutacija spontana (de novo mutacija). V takem primeru sindrom ni podedovan.

## Diagnoza
Diagnoza je lahko postavljena na podlagi klinične slike in anameze. Pogosto je uporabljena Beightonova lestvica za oceno hipermobilnosti sklepov. Uporablja se tudi genetsko sekvenciranje, biopsija kože, ehokardiografija in nekateri testi urina. Ampak, ti testi ne morejo potrditi vseh primerov sindroma, še posebej v primeru da je sprememba neznanega pomena, tako da je klinična slika pomembna pri postavljanju diagnoze. Prepoznavnost sindroma med zdravniki je slaba, zato je včasih težje priti do pravilne diagnoze. Potekajo genetske raziskave za identifikacijo genov odgovornih za hipermobilni EDS.

### Diferencialne diagnoze
Več motenj si deli značilnosti z Ehlers-Danlosom. Na primer, pri cutis laxa, je koža ohlapna in nagubana. Pri EDS, se koža lahko potegne stran od telesa, ampak je elastična in se vrne v prvoten položaj ko je spuščena. Pri Marfanovem sindromu, so sklepi hipermobilni in podobni srčno-žilni zapleti kot pri vEDS. Ljudje z hEDS in kEDS so nagnjeni k 'marfanoidni' postavi (npr. visoka, vitka postava, dolge roke in noge, dolgi prsti). Nekaj tipov Ehlers-Danlosa ima tudi naslednje karakteristike: nizka postava, velike oči, majhna usta in brada zaradi majhnega neba. Nebo je tudi lahko visoko kar povzroča 'gnečenje' zob. Žile so lahko vidne skozi prosojno kožo, posebej na prsnem košu. Loeys-Dietz sindrom ima tudi simptome, ki sovpadajo s simptomi Ehlers-Danlosa.
Včasih se je trdilo da je Menkesova bolezen, motnja v presnovi bakra, eden izmed tipov Ehlers-Danlosovega sindroma.

## Tipi
V letu 2017 je bilo opredeljenih 13 podtipov Ehlers-Danlosovega sindroma na podlagi specifičnih kriterijev. Nekateri tipi ostajajo neopredeljeni zaradi redkosti in pomanjkanja podatkov.

### Hipermobilni EDS
Hipermobilni Ehlers-Danlosov sindrom (hEDS, nekdaj tip III) je najpogostejši izmed vseh podtipov. Za hEDS so značilni naslednji simptomi: hipermobilnost velikih in malih sklepov, pogoste luksacije in subluksacije, mehka koža, hiter nastanek modric ter kronične bolečine v sklepih in mišicah. Koža je manj prizadeta kot pri ostalih tipih. Rane se lahko celijo počasneje. Pogosto so z hEDS videne tudi naslednje motnje: disavtonomija, sindrom posturalne ortostatske tahikardije, gastropareza, sindrom aktivacije mastocitov, Arnold-Chiari malformacija... Trenutno za hEDS ni genetskih testiranj, saj geni odgovorni za podtip še niso bili odkriti. Zaradi tega se diagnoza postavi s pomočjo specifičnih kriterijev.

### Klasični EDS
Klasični Ehlers-Danlosov sindrom (cEDS, nekdaj tip I&II) je zaznamovan s ekstremno elastično kožo, katera je krhka in nagnjena k modricam. Prisotna je hipermobilnost velikih in malih sklepov, pogoste so luksacije in subluksacije. Zaradi elastičnosti kože se rane celijo zelo slabo, brazgotine so lahko atrofične in izgledajo kot cigaretni papir. Hipotonija in počasen motorični razvoj sta lahko opažena. Pogosto prihaja tudi do prolapsov in hernij. Mutacije v genih COL5A1, COL5A2 in redkeje COL1A1 povzročajo klasični EDS, deduje se na avtosomno dominanten način.

### Klasičnemu-podobni EDS
Klasičnemu-podobni Ehlers-Danlosov sindrom (clEDS) je zaznamovan s ekstremno elastično, krhko, žametno kožo, katera je podobna klasičnemu tipu, vendar pri klasičnemu-podobnemu EDS ne najdemo brazgotin, značilnih za klasični tip. Koža je nagnjena k spontanim potplutbam. Hipermobilnost je prisotna v velikih in majhnih sklepih, lahko prihaja do luksacij in subluksacij, posebej v ramenih in gležnjih. Mutacije v genu TNXB povzročajo klasičnemu-podobni tip, deduje se na avtosomno recesiven način.

### Kardio-valvularni EDS
Kardio-valvularni Ehlers-Danlosov sindrom (cvEDS) je zaznamovan s hudimi progresivnimi kardio-valvularnimi težavami (problemi s mitralno in aortno zaklopko). Koža je tanka, elastična, prosojna, nagnjena k modricam, brazgotine so lahko atrofične. Hipermobilnost je pristona, lahko je omejena na majhne sklepe, ali je pa generalizirana. Mutacije v genu COL1A2 povzročajo kardio-valvularni tip, deduje se avtosomno recesivno.

### Vaskularni EDS
Vaskularni Ehlers-Danlosov sindrom (vEDS, nekdaj tip IV) je zaznamovan s tanko, prosojno kožo, katera je krhka in nagnjena k modricam. Hipermobilnost sklepov je prisotna, vendar je navadno omejena na manjše sklepe (prsti na rokah, nogah). Bolniki so pogosto manjše rasti, imajo velike oči, majhno brado, udrta lica, tanek nos in ustnice, in nimajo ušesnih mečic. Lahko imajo tudi deformacije stopal. vaskularni EDS prizadene tudi ožilje, bolniki so nagnjeni k anevrizmam in rupturam velikih žil ter notranjih organov, kar je lahko usodno. Pri bolnikih lahko pride do spontanega kolapsa pljuč. Mutacije v genu COL3A1, redkeje COL1A1 povzročajo vaskularni EDS, deduje se na avtosomno dominanten način.

### Artrokalazični EDS
Artrokalazični Ehlers-Danlosov sindrom (aEDS, nekdaj tip VIIA in B) je zaznamovan s hudo hipermobilnostjo sklepov in prirojeno luksacijo kolka. Koža je krhka, elastična in nagnjena k modricam. Bolniki pogosto trpijo tudi za hipotonijo, blago osteopenijo in kifoskoliozo (kifoza in skolioza). Mutacije v genih COL1A1 ali COL1A2 povzročajo artrokalazični tip, deduje se na avtosomno dominanten način. Je zelo redek.

### Dermatosparaktični EDS
Dermatosparaktični Ehlers-Danlosov sindrom (dEDS, nekdaj tip 7C) je povezan z zelo krhko kožo, nagnjeno k hudim podplutbam in brazgotinam. Koža je zelo povešena in nagubana, posebej na obrazu. Hipermobilnost je lahko blaga ali huda. Pogoste so hernije. Mutacije v genu ADAMTS2 povzročajo dermatosparaktični tip, deduje se na avtosomno recesiven način. Je izjemno redek.

### Kifoskoliotični EDS
Kifoskoliotični Ehlers-Danlosov sindrom (kEDS, nekdaj tip VI) je zaznamovan s hudo hipotonijo ob rojstvu, počasnim motoričnim razvojem, progresivno skoliozo (prisotno že ob rojstvu), in krhkostjo roženice. Koža je nagnjena k modricam, celi se počasi. Arterije so krhke kar vodi v pogoste rupture. Bolniki lahko imajo tudi osteopenijo in majhne roženice. Pogosto imajo bolniki tudi 'marfanoidno' postavo; vika in visoka rast, dolge roke in noge, dolgi in tanki prsti, udrt ali izbočen prsni koš. Mutacije v genu PLOD1, redkeje v FKBP14 povzročajo kifoskoliotični tip, deduje se na avtosomno recesiven način.

### Sindrom krhke roženice
Sindrom krhke roženice (BCS, nekdaj Ehlers-Danlosov sindrom, tip VIB) je zaznamovan s progresivnim tanjšanjem roženice, zgodnji razvoj keratokonusa ali keratoglobusa, kratkovidnostjo (miopijo), odstopom mrežnice in modro obarvanostjo beločnice. Sluh je lahko prizadet. Koža je lahko mehka in brazgotine so lahko abnormalne. Hipermobilnost je lahko prisotna. Displazija kolkov je tudi pogosta.
Obstaja dva tipa sindroma krhke roženice. Tip 1 je povzročen zaradi mutacije na genu ZNF496, tip 2 pa zaradi mutacije na genu PRDM5. Oba tipa se dedujeta na avtosomno recesiven način.

### Spondilodisplastični EDS
Spondilodisplastični Ehlers-Danlosov sindrom (spEDS, nekdaj progeroidni tip) je zaznamovan s nizko rastjo (progresivna v otroštvu), hipotonijo (huda prirojena ali blaga v kasnejšem razvoju), in upognjenost udov. Spondilodisplastični EDS je lahko povzročen zaradi mutacij v obeh kopijah B4GALT7 gena. Mutacije na genu B3GALT6 prav tako povzročajo ta tip, pri tej mutaciji imajo bolniki kifoskoliozo (kifozo in skoliozo), zožene prste, osteoporozo, aortične anevrizme in težave s pljuči. Tudi mutacija na genu SLC39A13 povzročajo spondilodisplastični podtip. Bolniki s to mutacijo imajo izbočene oči, nagubane dlani, zožene prste in hipermobilnost v distalnih sklepih. Spondilodisplastični EDS se deduje na avtosomno recesiven način.

### Mišično-kontrakturalni EDS
Mišično-kontrakturalni Ehlers-Danlosov sindrom (mcEDS) je zaznamovan s številnimi prirojenimi kontrakturami, kontrakturami palca in stopala. Koža je tanka, prosojna, nagnjena k modricam in brazgotinjenju. Sklepi so nestabilni. Bolniki imajo značilen izgled. Hud motoričen primanjkljaj in hipotonija sta lahko prisotna. Mutacije v genih CHST14 ali DSE povzročajo mišično-kontrakturalni tip, deduje se na avtosomno recesiven način.

### Miopatični EDS
Miopatični Ehlers-Danlosov sindrom (mEDS, znan tudi kot Bethlemova miopatija 2) je zaznamovan s prirojeno hipotonijo in/ali mišično atrofijo ki se izboljša z leti, kontrakturami v kolenu, kolku in komolcu. Hipermobilnost je prisotna v distalnih sklepih (gležnji, zapestja, stopala in roke). Koža je lahko tanka in prosojna. Mutacije v genu COL12A1 povzročajo miopatični tip, deduje se na avtosomno dominanten ALI recesiven način.

### Periodontalni EDS
Periodontalni Ehlers-Danlosov sindrom (pEDS, nekdaj tip VIII) je zaznamovan s zgodnjim razvojem hude periodentalne bolezni in plakom brazgotinskega tkiva. To lahko vodi v izgubo vseh zob pred 30 letom starosti. Koža je lahko elastična, sklepi so lahko hipermobilni. Bolniki so lahko nizke rasti. Mutacije v genih C1R ali C1S povzročajo periodontalni tip, deduje se na avtosomno dominanten način.